# ヒューゴの不思議な発明
『ヒューゴの不思議な発明』（ヒューゴのふしぎなはつめい 原題: Hugo）は、2011年のアメリカ、イギリス、フランス合作によるファンタジー冒険映画。ブライアン・セルズニックの小説『ユゴーの不思議な発明』を原作とする、マーティン・スコセッシ初の3D映画である。第84回アカデミー賞では同年最多の11部門にノミネートされ、5部門で受賞を果たした。

## あらすじ
1930年代、雪のパリ。モンパルナス駅の時計台に隠れて暮らす孤児ヒューゴ・カブレは、亡き父親が遺した壊れた機械人形とその修復の手がかりとなる手帳を心の支えとしていた少年だった。彼は駅の構内を縦横無尽に行き来して、大時計のねじを巻き、時にはカフェからパンや牛乳を失敬し、駅の中の人間模様を観察する毎日を送っていた。
ある日ヒューゴは、駅構内の片隅にある玩具屋を通りかかる。彼が機械人形を修理するための部品をくすねようとした時、店の主人ジョルジュに捕まってしまい、あの手帳も取り上げられてしまう。ところがジョルジュは、手帳の一ページに描かれた機械人形のスケッチを見て言葉を失い、ヒューゴをけんもほろろに追い返す。さもなければ鉄道公安官につきだして施設送りにすると脅してくる始末だ。あきらめきれないヒューゴは、店じまいをしたジョルジュの後を尾行し、彼のアパルトマンにたどり着く。そこでヒューゴは、ジョルジュ夫妻の養女であるイザベルという少女と知り合う。彼の話に興味を持ったイザベルは、手帳を取り戻す協力をしてくれるという。
明くる日、再び玩具屋でジョルジュと対峙したヒューゴは、ある課題―壊れた玩具を元通りに修復すること―を与えられる。ヒューゴは学芸員だった父親仕込みの修理の腕前を披露し、それを認めたジョルジュも玩具屋の手伝いをしたら手帳を返してやると告げる。仕事の手伝いを続ける中で、彼はイザベルとも仲良くなり、本の虫で映画も見たことが無いという彼女を連れて、映画館に忍び込んだりする。
機械人形の方はいまやほとんど修理が済んでいたが、人形のぜんまいを巻くためのハート型の鍵が見つからなかった。ところがヒューゴはある日、鉄道公安官に追いかけられるドタバタのあとで、イザベルが身に着けていたペンダントにまさしくハート形の鍵がついているのを発見する。早速、機械人形に鍵を差し込みぜんまいを回してみると…人形はペンを片手にすらすらと絵を描きだした。出来上がった絵には、月にロケットが突っ込んでいる様子が描かれており、それはかつてヒューゴの父が語ってくれた“ある映画”のストーリーそのままであった。そして最後に機械人形は、絵の隅に“ジョルジュ・メリエス”とサインした。するとイザベルが「それ、パパ・ジョルジュの苗字だわ！」
玩具屋の主人ジョルジュの過去、孤児ヒューゴの運命、そして映画にまつわる知られざる歴史が、不思議な機械人形によって導きだされていく。

## キャスト
| 役名                                     | 俳優                                        | 日本語吹替     |
| ---------------------------------------- | ------------------------------------------- | -------------- |
| ヒューゴ・カブレ                         | エイサ・バターフィールド                    | 橘敏輝         |
| イザベル                                 | クロエ・グレース・モレッツ                  | 山口愛         |
| ジョルジュ・メリエス（パパ・ジョルジュ） | ベン・キングズレー                          | 坂口芳貞       |
| 鉄道公安官                               | サシャ・バロン・コーエン                    | 村治学         |
| クロードおじさん                         | レイ・ウィンストン                          | 辻親八         |
| リゼット                                 | エミリー・モーティマー                      | 高橋理恵子     |
| ママ・ジャンヌ                           | ヘレン・マックロリー                        | 野沢由香里     |
| ムッシュ・ラビス                         | クリストファー・リー                        | 長克巳         |
| ルネ・タバール                           | マイケル・スタールバーグ                    | 大川透         |
| ルネ・タバール（回想）                   | ガリヴァー・マグラス                        |                |
| ルネの兄（回想）                         | エド・サンダース                            |                |
| エミーユ夫人                             | フランシス・デ・ラ・トゥーア                | 立石凉子       |
| ムッシュ・フリック                       | リチャード・グリフィス                      | 村松康雄       |
| ヒューゴの父                             | ジュード・ロウ                              | 加瀬康之       |
| フーツ警官                               | ケヴィン・エルドン                          | 谷昌樹         |
| 浮浪児                                   | ショーン・アイルウォード                    | ラヴェルヌ拓海 |
| 映画館の支配人                           | アンガス・バーネット                        | 塾一久         |
| 動く写真の呼び込み                       |                                             | 真田五郎       |
| 機関士①                                  | マックス・ロッテスリー                      | 樋口智透       |
| ジャグリングの呼び込み                   |                                             | 町田政則       |
| 助監督                                   |                                             | 玉野井直樹     |
| ブース席の女性                           |                                             | 慶長佑香       |
| 驚く女性①                                |                                             | 笹田依里       |
| 本の納入業者                             |                                             | 荻沢俊彦       |
| ジャンゴ・ラインハルト                   | エミル・ラジェ                              |                |
| 撮影技師                                 | エドマンド・キングズレー                    |                |
| バグダッドの盗賊（映像）                 | ダグラス・フェアバンクス （ノンクレジット） |                |
| トランプ（映像）                         | チャールズ・チャップリン （ノンクレジット） |                |
| ジョニー・グレイ（映像）                 | バスター・キートン （ノンクレジット）       |                |
| ボーイ（映像）                           | ハロルド・ロイド （ノンクレジット）         |                |
| カメラマン                               | マーティン・スコセッシ （ノンクレジット）   |                |

## 製作
2007年2月、『ディパーテッド』のアカデミー作品賞受賞直前、同作を製作したワーナー・ブラザースとグレアム・キングはスコセッシの監督を想定して刊行されたばかりの『ユゴーの不思議な発明』の映画化権を購入し、『アビエイター』でスコセッシ、キングと組んだジョン・ローガンに脚本化を依頼した。撮影はデジタルシネマカメラArri Alexaを用い、2010年6月29日にロンドンで開始され、以降ロンドンとパリで行われた。スコセッシ初の3D映画であり、また長年フィルムの撮影を貫いてきたスコセッシが初めてデジタルで撮影を行った作品である。本作では『映画への愛』が重要なテーマとなっているが、スコセッシ自身は「私がこの映画を作ろうと思ったのは『映画愛』とか『映画のありがたみ』を伝えるためではなく、単純に娘のために作るということが目的だった」と語っている。
2011年3月、フランスの新聞『ル・パリジャン』が「ルーロー氏 (M. Rouleau) 役のジョニー・デップ」という付記とともに、くちひげを生やした男が写った映画のセット写真を掲載した。しかしパラマウントは、写真の男はデップではなく、またデップは映画に一切出演していないとした。デップはプロデューサーとして参加しており、彼の設立した映画制作会社「インフィニタム・ニヒル」もGKフィルムズと共に制作を行っている。

## 公開
映画は当初ソニー・ピクチャーズ エンタテインメントによって2011年12月9日に公開される予定だったが、キング側が感謝祭の公開を強く望んだ結果、感謝祭に『アーサー・クリスマスの大冒険』を抱えるソニーは配給を退き、代わってパラマウントが2011年11月23日の公開を決めた。映画は原作の原題『The Invention of Hugo Cabret』に反し単に『Hugo Cabret』と呼ばれていたが、のちに『Hugo』とさらに縮められた。
2011年10月10日、本作はニューヨーク映画祭 (NYFF) において編集が中途段階の状態で上映された。NYFFにおける未完成の映画の上映は1991年の『美女と野獣』以来であった。

## 評価
ジェームズ・キャメロンは2011年11月6日、全米監督協会がロサンゼルスで開いた試写の後で質疑に応え、本作を「傑作」("masterpiece")、「ようやくできた子供たちを連れて行けるスコセッシ映画」と称え、また、3D技術を用いたことに関して、「今まで見た中で間違いなく最高の3D映像。それは君 (スコセッシ) の美術的表現に常に効果的に使われていて、決して邪魔になっていない」と述べた。
本作は批評家から絶大な支持を集めている。映画のレビューを集積するウェブサイトRotten Tomatoesによると、集計されたレビュー98件のうち95件、97%が作品に対し好意的な評価を寄せており、評価の平均は8.4/10、批評家の総意は「『ヒューゴの不思議な発明』は、近頃の子供向け映画の多くが欠く純粋さをもつ、贅沢で洗練されたファンタジーであり、映画のマジックに対する大胆な愛を発するものでもある」であった。有力媒体の批評から100点満点の加重平均値を導くMetacriticは36件の批評を基に85という「全面的支持」の値を示している。
『シカゴ・サンタイムズ』のロジャー・イーバートは4個満点の星をつけ、「『ヒューゴの不思議な発明』はこれまでのどのマーティン・スコセッシの映画とも異なっており、しかもおそらく彼の心に最も近い。ビッグバジェット、家族向け、3Dの大作で、かつある意味においては彼自身の人生の鏡である。我々は偉大なアーティストが必要なツールとリソースの権限を与えられたと感じる—映画についての映画を作るために」と書いた。

## 興行収入
批評家から高い支持を集めた本作だが、制作費が1億8000万ドル以上という巨額を投じているのに対し興行収入は伸び悩んでいる。日本では興収10億円を超えるヒット作となったが、本国アメリカやその他世界規模では結果は芳しくなく、世界興行収入は1億8200万ドルに達したが、配給手数料などのコストが差し引かれるため、GKフィルムは8000万ドルほどの負債を抱える見込みだという。

## 受賞とノミネート
| 賞                                   | 部門                        | 対象 | 結果       |
| ------------------------------------ | --------------------------- | --- | ---------- |
| ナショナル・ボード・オブ・レビュー賞 | 作品賞                      | 『ヒューゴの不思議な発明』                                                                                   | 受賞       |
| ナショナル・ボード・オブ・レビュー賞 | 監督賞                      | マーティン・スコセッシ                                                                                       | 受賞       |
| ワシントンD.C.映画批評家協会賞       | 監督賞                      | マーティン・スコセッシ                                                                                       | 受賞       |
| ワシントンD.C.映画批評家協会賞       | 美術デザイン賞              | ダンテ・フェレッティ、フランチェスカ・ロ・スキャーヴォ                                                       | 受賞       |
| ワシントンD.C.映画批評家協会賞       | 作品賞                      | 『ヒューゴの不思議な発明』                                                                                   | ノミネート |
| ワシントンD.C.映画批評家協会賞       | アンサンブル演技賞          | 『ヒューゴの不思議な発明』                                                                                   | ノミネート |
| ワシントンD.C.映画批評家協会賞       | 脚色賞                      | ジョン・ローガン                                                                                             | ノミネート |
| ワシントンD.C.映画批評家協会賞       | 撮影賞                      | ロバート・リチャードソン                                                                                     | ノミネート |
| ワシントンD.C.映画批評家協会賞       | 作曲賞                      | ハワード・ショア                                                                                             | ノミネート |
| ロサンゼルス映画批評家協会賞         | 美術デザイン賞              | ダンテ・フェレッティ                                                                                         | 受賞       |
| ボストン映画批評家協会賞             | 監督賞                      | マーティン・スコセッシ                                                                                       | 受賞       |
| ラスベガス映画批評家協会賞           | 編集賞                      | セルマ・スクーンメイカー                                                                                     | 受賞       |
| ラスベガス映画批評家協会賞           | ファミリー映画賞            | 『ヒューゴの不思議な発明』                                                                                   | 受賞       |
| ラスベガス映画批評家協会賞           | 若手俳優賞                  | エイサ・バターフィールド                                                                                     | 受賞       |
| ヒューストン映画批評家協会賞         | 撮影賞                      | ロバート・リチャードソン                                                                                     | ノミネート |
| サンディエゴ映画批評家協会賞         | 美術デザイン賞              | ダンテ・フェレッティ                                                                                         | 受賞       |
| サンディエゴ映画批評家協会賞         | 作品賞                      | 『ヒューゴの不思議な発明』                                                                                   | ノミネート |
| サンディエゴ映画批評家協会賞         | 監督賞                      | マーティン・スコセッシ                                                                                       | ノミネート |
| サンディエゴ映画批評家協会賞         | 脚色賞                      | ジョン・ローガン                                                                                             | ノミネート |
| サンディエゴ映画批評家協会賞         | 撮影賞                      | ロバート・リチャードソン                                                                                     | ノミネート |
| サンディエゴ映画批評家協会賞         | 編集賞                      | セルマ・スクーンメイカー                                                                                     | ノミネート |
| サンディエゴ映画批評家協会賞         | 作曲賞                      | ハワード・ショア                                                                                             | ノミネート |
| デトロイト映画批評家協会賞           | 作品賞                      | 『ヒューゴの不思議な発明』                                                                                   | ノミネート |
| デトロイト映画批評家協会賞           | 監督賞                      | マーティン・スコセッシ                                                                                       | ノミネート |
| サテライト賞                         | 視覚効果賞                  | アレックス・ヘニング、ベン・グロスマン、ロバート・レガート                                                   | 受賞       |
| サテライト賞                         | 作品賞                      | 『ヒューゴの不思議な発明』                                                                                   | ノミネート |
| サテライト賞                         | 監督賞                      | マーティン・スコセッシ                                                                                       | ノミネート |
| サテライト賞                         | 撮影賞                      | ロバート・リチャードソン                                                                                     | ノミネート |
| サテライト賞                         | 美術デザイン賞              | ダンテ・フェレッティ、フランチェスカ・ロ・スキャーヴォ                                                       | ノミネート |
| シカゴ映画批評家協会賞               | 作品賞                      | 『ヒューゴの不思議な発明』                                                                                   | ノミネート |
| シカゴ映画批評家協会賞               | 監督賞                      | マーティン・スコセッシ                                                                                       | ノミネート |
| シカゴ映画批評家協会賞               | 脚色賞                      | ジョン・ローガン                                                                                             | ノミネート |
| シカゴ映画批評家協会賞               | 撮影賞                      | ロバート・リチャードソン                                                                                     | ノミネート |
| シカゴ映画批評家協会賞               | 作曲賞                      | ハワード・ショア                                                                                             | ノミネート |
| サウスイースタン映画批評家協会賞     | 監督賞                      | マーティン・スコセッシ                                                                                       | 受賞       |
| フロリダ映画批評家協会賞             | 監督賞                      | マーティン・スコセッシ                                                                                       | 受賞       |
| フロリダ映画批評家協会賞             | 美術デザイン賞              | ダンテ・フェレッティ                                                                                         | 受賞       |
| フェニックス映画批評家協会賞         | 美術デザイン賞              | 『ヒューゴの不思議な発明』                                                                                   | 受賞       |
| フェニックス映画批評家協会賞         | 視覚効果賞                  | 『ヒューゴの不思議な発明』                                                                                   | 受賞       |
| フェニックス映画批評家協会賞         | 作品賞                      | 『ヒューゴの不思議な発明』                                                                                   | ノミネート |
| フェニックス映画批評家協会賞         | 監督賞                      | マーティン・スコセッシ                                                                                       | ノミネート |
| フェニックス映画批評家協会賞         | 脚色賞                      | ジョン・ローガン                                                                                             | ノミネート |
| フェニックス映画批評家協会賞         | ファミリー映画賞            | 『ヒューゴの不思議な発明』                                                                                   | ノミネート |
| フェニックス映画批評家協会賞         | 撮影賞                      | ロバート・リチャードソン                                                                                     | ノミネート |
| フェニックス映画批評家協会賞         | 衣装デザイン賞              | 『ヒューゴの不思議な発明』                                                                                   | ノミネート |
| フェニックス映画批評家協会賞         | 若手男優賞                  | エイサ・バターフィールド                                                                                     | ノミネート |
| フェニックス映画批評家協会賞         | 若手女優賞                  | クロエ・グレース・モレッツ                                                                                   | ノミネート |
| オースティン映画批評家協会賞         | 作品賞                      | 『ヒューゴの不思議な発明』                                                                                   | 受賞       |
| オンライン映画批評家協会賞           | 作品賞                      | 『ヒューゴの不思議な発明』                                                                                   | ノミネート |
| オンライン映画批評家協会賞           | 監督賞                      | マーティン・スコセッシ                                                                                       | ノミネート |
| オンライン映画批評家協会賞           | 撮影賞                      | ロバート・リチャードソン                                                                                     | ノミネート |
| セントラルオハイオ映画批評家協会賞   | 撮影賞                      | ロバート・リチャードソン                                                                                     | ノミネート |
| セントラルオハイオ映画批評家協会賞   | 作曲賞                      | ハワード・ショア                                                                                             | ノミネート |
| バンクーバー映画批評家協会賞         | 監督賞                      | マーティン・スコセッシ                                                                                       | ノミネート |
| クリティクス・チョイス・アワード     | 美術デザイン賞              | ダンテ・フェレッティ、フランチェスカ・ロ・スキャーヴォ                                                       | 受賞       |
| クリティクス・チョイス・アワード     | 作品賞                      | 『ヒューゴの不思議な発明』                                                                                   | ノミネート |
| クリティクス・チョイス・アワード     | 若手俳優賞                  | エイサ・バターフィールド                                                                                     | ノミネート |
| クリティクス・チョイス・アワード     | 監督賞                      | マーティン・スコセッシ                                                                                       | ノミネート |
| クリティクス・チョイス・アワード     | 脚色賞                      | ジョン・ローガン                                                                                             | ノミネート |
| クリティクス・チョイス・アワード     | 衣装デザイン賞              | サンディ・パウエル                                                                                           | ノミネート |
| クリティクス・チョイス・アワード     | 視覚効果賞                  | 『ヒューゴの不思議な発明』                                                                                   | ノミネート |
| クリティクス・チョイス・アワード     | 編集賞                      | セルマ・スクーンメイカー                                                                                     | ノミネート |
| クリティクス・チョイス・アワード     | 音響賞                      | 『ヒューゴの不思議な発明』                                                                                   | ノミネート |
| クリティクス・チョイス・アワード     | 作曲賞                      | ハワード・ショア                                                                                             | ノミネート |
| クリティクス・チョイス・アワード     | 撮影賞                      | ロバート・リチャードソン                                                                                     | ノミネート |
| ゴールデングローブ賞                 | 監督賞                      | マーティン・スコセッシ                                                                                       | 受賞       |
| ゴールデングローブ賞                 | 作品賞 (ドラマ部門)         | 『ヒューゴの不思議な発明』                                                                                   | ノミネート |
| ゴールデングローブ賞                 | 作曲賞                      | ハワード・ショア                                                                                             | ノミネート |
| 全米製作者組合賞                     | 作品賞                      | 『ヒューゴの不思議な発明』                                                                                   | ノミネート |
| 全米監督協会賞                       | 監督賞                      | マーティン・スコセッシ                                                                                       | ノミネート |
| 美術監督組合賞                       | 美術デザイン賞 (時代劇部門) | ダンテ・フェレッティ                                                                                         | 受賞       |
| 視覚効果監督組合賞                   | サポート視覚効果賞          | ベン・グロスマン、アレックス・ヘニング、 ロブ・レガート、カレン・マーフィー                                  | 受賞       |
| 視覚効果監督組合賞                   | 仮想撮影賞賞 (実写部門)     | マーティン・チャムニー、ロブ・レガート、 アダム・ワトキンス、ファビオ・ザングラ                              | 受賞       |
| 視覚効果監督組合賞                   | モデル賞                    | 「Train Crash」 スコット・ビヴァリー、アラン・フォシェ、 フォレスト・P・フィッシャー、マシュー・グラッツナー | ノミネート |
| 英国アカデミー賞                     | 美術賞                      | ダンテ・フェレッティ、フランチェスカ・ロー・シャイボ                                                         | 受賞       |
| 英国アカデミー賞                     | 音響賞                      | フィリップ・ストックトン、ユージーン・ギアティ、 トム・フライシュマン、ジョン・ミッジリー                    | 受賞       |
| 英国アカデミー賞                     | 監督賞                      | マーティン・スコセッシ                                                                                       | ノミネート |
| 英国アカデミー賞                     | 作曲賞                      | ハワード・ショア                                                                                             | ノミネート |
| 英国アカデミー賞                     | 撮影賞                      | ロバート・リチャードソン                                                                                     | ノミネート |
| 英国アカデミー賞                     | 編集賞                      | セルマ・スクーンメイカー                                                                                     | ノミネート |
| 英国アカデミー賞                     | 美術デザイン賞              | 『ヒューゴの不思議な発明』                                                                                   | ノミネート |
| 英国アカデミー賞                     | 衣装デザイン賞              | サンディ・パウエル                                                                                           | ノミネート |
| 英国アカデミー賞                     | メイクアップ賞              | モラグ・ロス、ジャン・アーチボルド                                                                           | ノミネート |
| 英国アカデミー賞                     | 特殊視覚効果賞              | 『ヒューゴの不思議な発明』                                                                                   | ノミネート |
| 全米撮影監督協会賞                   | 撮影賞                      | ロバート・リチャードソン                                                                                     | ノミネート |
| アメリカ映画編集者協会賞             | 編集賞 (ドラマ部門)         | セルマ・スクーンメイカー                                                                                     | ノミネート |
| 映画音声協会賞                       | 録音賞                      | ジョン・ミジリー、トム・フライシュマン、サイモン・ローズ                                                     | 受賞       |
| 全米脚本家組合賞                     | 脚色賞                      | ジョン・ローガン                                                                                             | ノミネート |
| 映画音声編集組合賞                   | 音楽編集賞                  | 『ヒューゴの不思議な発明』                                                                                   | 受賞       |
| 衣装デザイナー組合賞                 | 衣装デザイン賞 (時代劇部門) | サンディ・パウエル                                                                                           | ノミネート |
| アカデミー賞                         | 撮影賞                      | ロバート・リチャードソン                                                                                     | 受賞       |
| アカデミー賞                         | 美術賞                      | ダンテ・フェレッティ、フランチェスカ・ロー・シャイボ                                                         | 受賞       |
| アカデミー賞                         | 視覚効果賞                  | ロブ・レガート、ジョス・ウィリアムズ、 ベン・グロスマン、アレックス・ヘニング                                | 受賞       |
| アカデミー賞                         | 音響編集賞                  | フィリップ・ストックトン、ユージーン・ギアティ                                                               | 受賞       |
| アカデミー賞                         | 録音賞                      | トム・フライシュマン、ジョン・ミドグレイ                                                                     | 受賞       |
| アカデミー賞                         | 作品賞                      | グレアム・キング、マーティン・スコセッシ                                                                     | ノミネート |
| アカデミー賞                         | 監督賞                      | マーティン・スコセッシ                                                                                       | ノミネート |
| アカデミー賞                         | 脚色賞                      | ジョン・ローガン                                                                                             | ノミネート |
| アカデミー賞                         | 編集賞                      | セルマ・スクーンメイカー                                                                                     | ノミネート |
| アカデミー賞                         | 作曲賞                      | ハワード・ショア                                                                                             | ノミネート |
| アカデミー賞                         | 衣裳デザイン賞              | サンディ・パウエル                                                                                           | ノミネート |
| サターン賞                           | ファンタジー映画賞          | 『ヒューゴの不思議な発明』                                                                                   | ノミネート |
| サターン賞                           | 主演男優賞                  | ベン・キングズレー                                                                                           | ノミネート |
| サターン賞                           | 若手俳優賞                  | エイサ・バターフィールド                                                                                     | ノミネート |
| サターン賞                           | 若手俳優賞                  | クロエ・グレース・モレッツ                                                                                   | ノミネート |
| サターン賞                           | 監督賞                      | マーティン・スコセッシ                                                                                       | ノミネート |
| サターン賞                           | 脚本賞                      | ジョン・ローガン                                                                                             | ノミネート |
| サターン賞                           | 音楽賞                      | ハワード・ショア                                                                                             | ノミネート |
| サターン賞                           | 美術デザイン賞              | ダンテ・フェレッティ                                                                                         | 受賞       |
| サターン賞                           | 編集賞                      | セルマ・スクーンメイカー                                                                                     | ノミネート |
| サターン賞                           | 衣装デザイン賞              | サンディ・パウエル                                                                                           | ノミネート |
| 毎日映画コンクール                   | 外国映画ベストワン賞        | 『ヒューゴの不思議な発明』                                                                                   | 受賞       |